# Jules-Antoine Duvaux
Pour les articles homonymes, voir Duvaux.
Jules-Antoine Gilles Duvaux, né le 12 janvier 1818 à Bordeaux et mort le 7 juillet 1884 à Paris (6e arrondissement), est un peintre, dessinateur et graveur français.

## Biographie

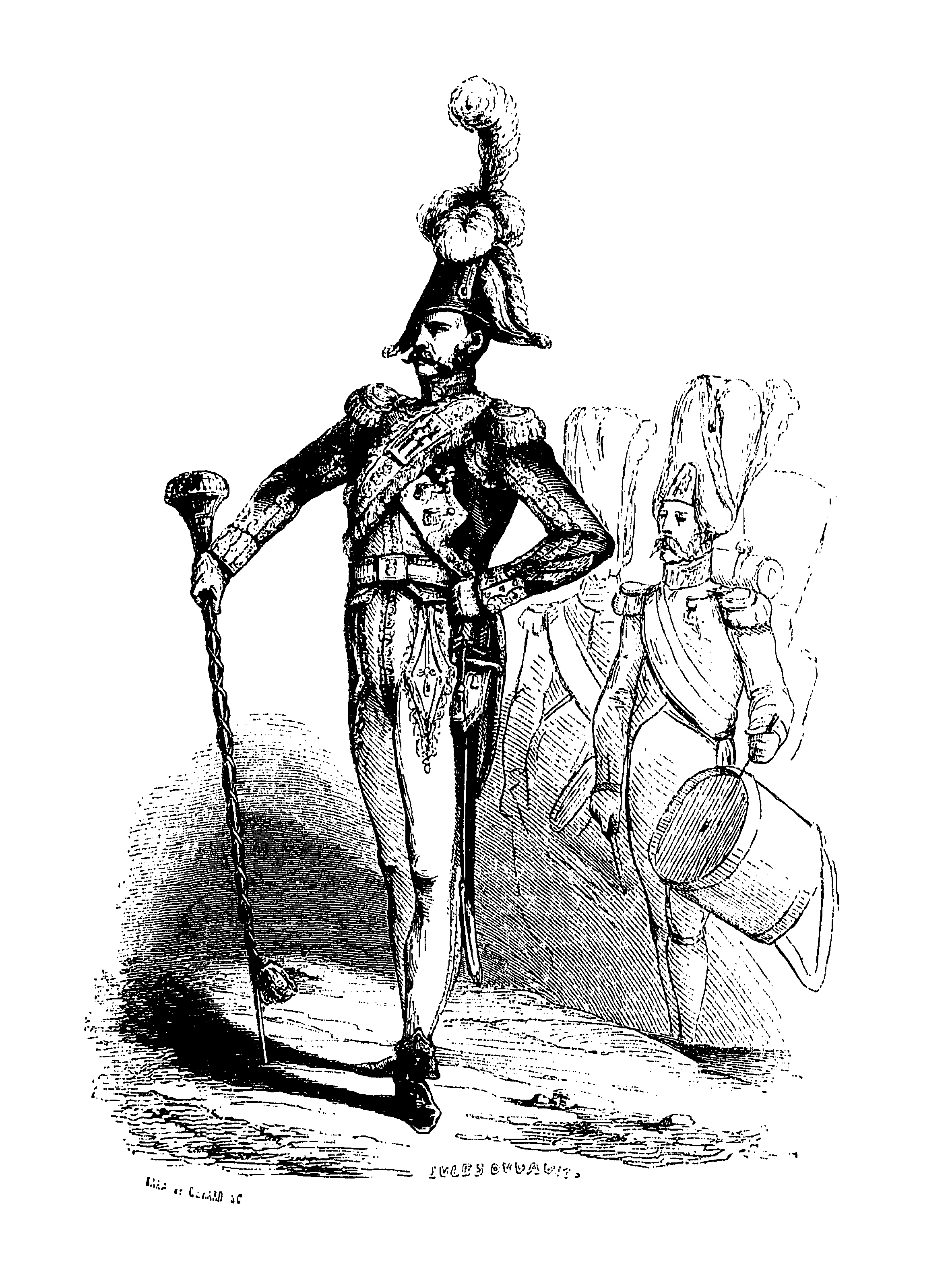
Gravure de Duvaux pour lHistoire de la Garde Impériale, par Émile Marco de Saint-Hilaire (1846).

Élève de Charlet, Jules Antoine Devaux se spécialise dans la peinture de batailles, le décorum et le costume militaire. Il est aussi un graveur émérite.
Sa première exposition date de 1848, au Salon des artistes français, où il présente Charge de cuirassiers à Valmy qui décroche la médaille d'or. En 1857, il présente L'assaut de Sébastopol (musée national des châteaux de Versailles et de Trianon).
Il entreprend en 1859 un voyage en Sicile dont il ramène des aquarelles et des dessins, et qui lui inspire un tableau, Souvenirs de Sicile qu'il expose au Salon de 1863.
Il expose régulièrement jusqu'en 1884.

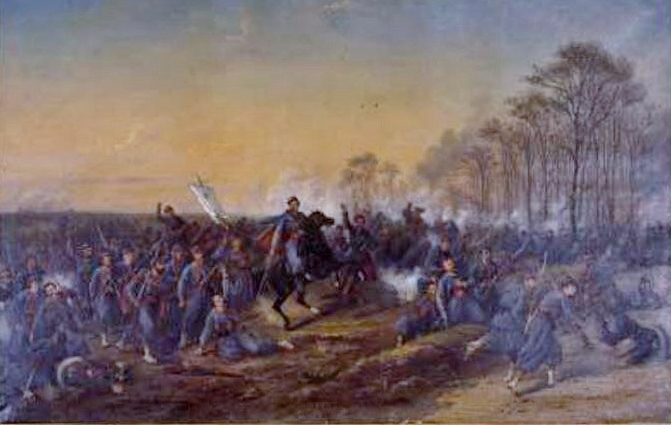
La bataille de Loigny, 1875, mairie de Janville-en-Beauce.
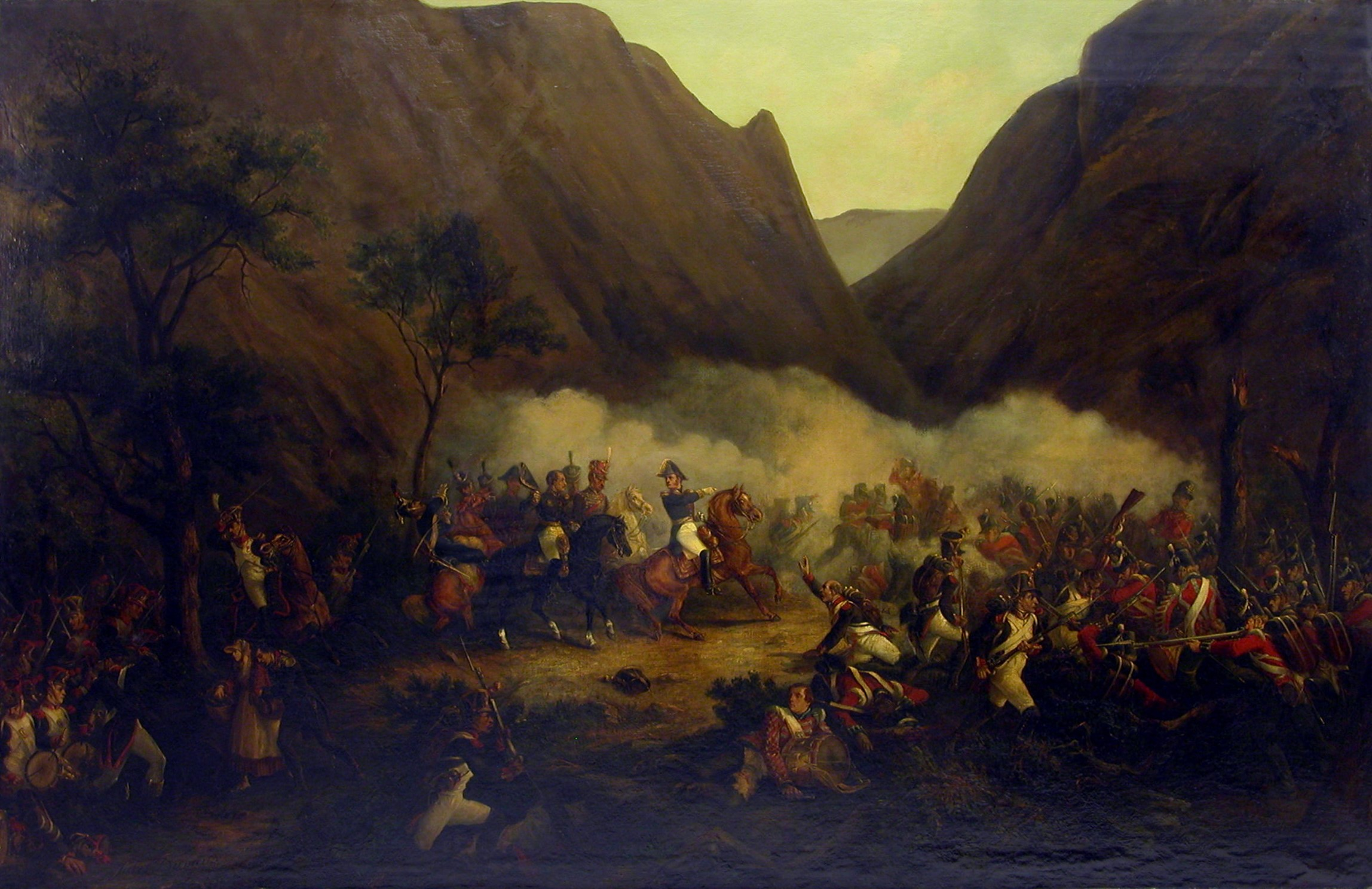
Combat du col de Maya.

## Illustrations
Son chef-d’œuvre reste les 1200 gravures signées « Jules Duvaux » exécutées pour L'Encyclopédie militaire et maritime en deux volumes du Comte de Chesnel éditée par A. Le Chevalier à Paris en 1862-1864 ; mais il a aussi publié de nombreuses autres illustrations dans diverses revues, notamment Le Tour du monde.

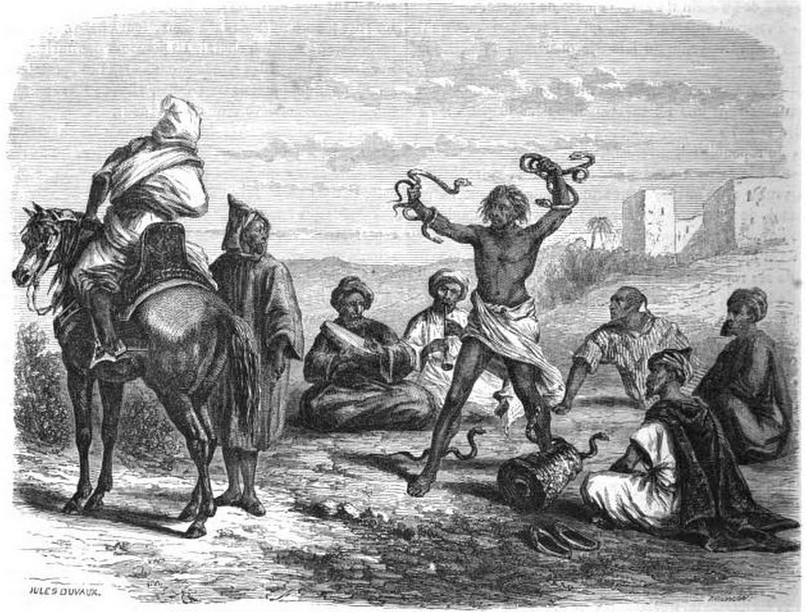
Les charmeurs de serpents au Maroc (Le Tour du monde, 1860).
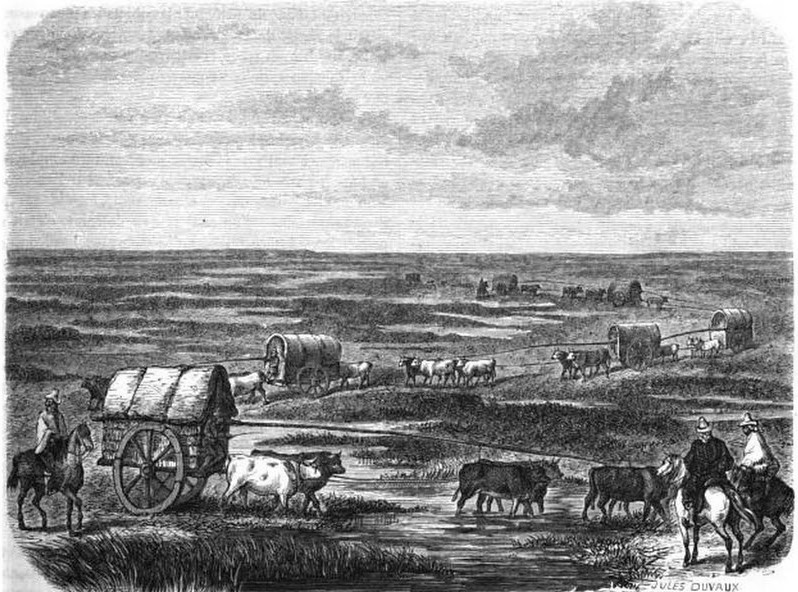
Caravane dans les Pampas (Le Tour du monde, 1860).
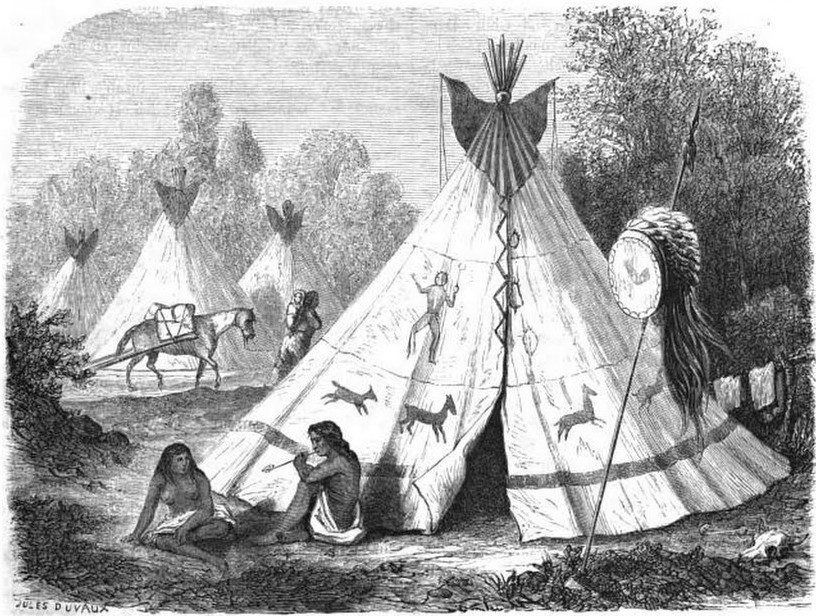
Camp d'Indiens Comanches (Le Tour du monde, 1860).
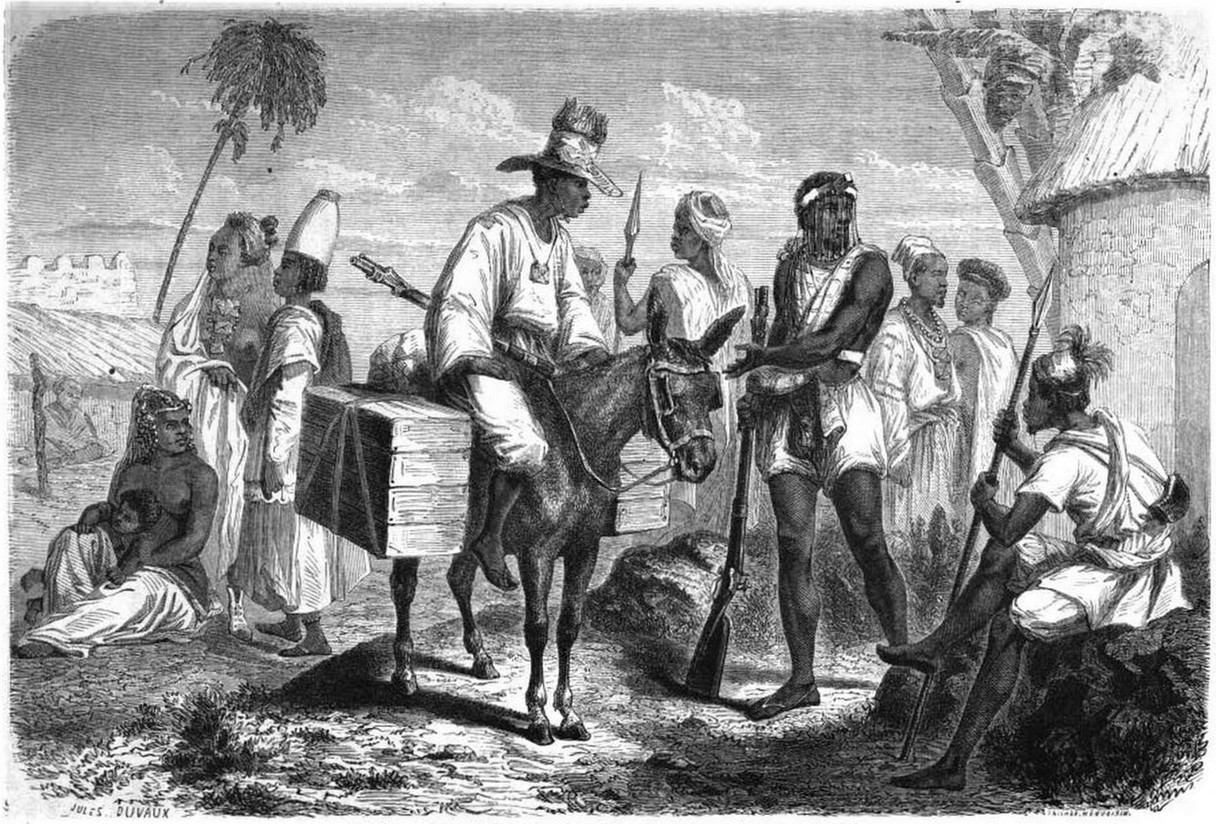
Habitants du Sénégal inférieur : Oualofs et Peulhs (Le Tour du monde, 1861).